# 灰卧孔菌属
灰卧孔菌属（学名：Griseoporia）是粘褶菌科下的一个属。

## 下属物种
本属包括以下物种：
- 台湾灰卧孔菌 Griseoporia taiwanense Y.C.Dai & S.H.He = Griseoporia taiwanensis Y.C.Dai & S.H.He